# Anodontoides
Anodontoides is een monotypisch geslacht van tweekleppigen uit de familie van de Unionidae.

## Soort
- Anodontoides ferussacianus (I. Lea, 1834)